# Завод феросплавів у Караганді (YDD Corporation)
Завод феросплавів у Караганді (YDD Corporation) – казахське металургійне підприємство, споруджене компанією YDD Corporation.
Запуск заводу почався в 2019 році. В 2020-му стала до ладу третя піч, що збільшило потужність майданчику до 180 тисяч тон феросиліція на рік, а у 2022-му із запуском четвертої печі цей показник довели до 240 тисяч тон.
Окрім феросиліція підприємство може щорічно випускати 10 тисяч тон шлаху феросиліція та 18 тисяч тон мікрокремнезему. 
Можливо відзначити, що на початку 2020-х в Караганді також ввели в дію ще один феросплавний завод від компанії Qaz Carbon, що споріднена з YDD Corporation.